# Gádor
Gádor ist ein südspanischer Ort und eine Gemeinde (municipio) mit insgesamt 3.067 Einwohnern (Stand: 2024) im Süden der Provinz Almería in der autonomen Region Andalusien.

## Lage und Klima
Der Ort Gádor liegt auf dem Südufer des Río Andarax im Osten der Berge der Sierra de Gádor etwa 23 km (Fahrtstrecke) nördlich der am Mittelmeer gelegenen Provinzhauptstadt Almería in einer Höhe von ca. 170 m. Das Klima ist gemäßigt bis warm; der eher spärliche Regen (ca. 230 mm/Jahr) fällt – mit Ausnahme der zumeist extrem trockenen Sommermonate – verteilt übers Jahr.

## Bevölkerungsentwicklung
| Jahr      | 1857 | 1900 | 1981 | 2000 | 2020 |
| Einwohner | 2165 | 2952 | 2997 | 2593 | 3034 |

Trotz der Mechanisierung der Landwirtschaft, der Aufgabe bäuerlicher Kleinbetriebe („Höfesterben“) und dem daraus resultierenden Verlust von Arbeitsplätzen ist die Bevölkerung der Gemeinde in der zweiten Hälfte des 20. Jahrhunderts leicht angestiegen.

## Wirtschaft
Bis ins 20. Jahrhundert hinein lebten die Bewohner des Ortes als Selbstversorger von den Erträgen ihrer Felder und Hausgärten. In geringem Umfang wurde auch Viehzucht (v. a. Schafe, Ziegen und Schweine) betrieben; Esel wurden als Tragtiere gehalten. Dieser Zustand änderte sich erst mit der Mechanisierung der Landwirtschaft und dem Ausbau der Infrastruktur im 20. Jahrhundert, zu der mittlerweile auch der Anschluss an die Autovía A-92 gehört. Heute dominieren Orangenbaumplantagen; in geringem Umfang wird auch Wein angebaut. Im Ort selbst haben sich Kleinhändler, Handwerker und Dienstleister aller Art angesiedelt.

## Geschichte
In der Umgebung von Gádor befinden sich zwei bedeutende prähistorische Fundorte: Los Millares und eine megalithische Nekropole. Iberische, phönizische, römische und westgotische Spuren fehlen weitgehend oder ganz. Es ist davon auszugehen, dass Berber aus dem Maghreb im 8. Jahrhundert die eigentlichen Gründer des Ortes waren, der im ausgehenden 15. Jahrhundert von den Christen rückerobert (reconquista) wurde. Viele Mauren aus dem Süden Spaniens zogen sich in dieser Zeit in die abgelegenen Berge der Alpujarras zurück; vereinzelte Versuche zur endgültigen Christianisierung schlugen fehl, doch erst nach den Moriskenaufständen der Jahre 1499 bis 1501 und 1568 bis 1571 wurden die letzten Muslime zu Beginn des 17. Jahrhunderts ausgewiesen bzw. umgesiedelt. Danach verfiel der Ort und erlangte erst allmählich durch Neusiedler aus anderen Teilen der Iberischen Halbinsel seine ursprüngliche Größe wieder.

## Sehenswürdigkeiten

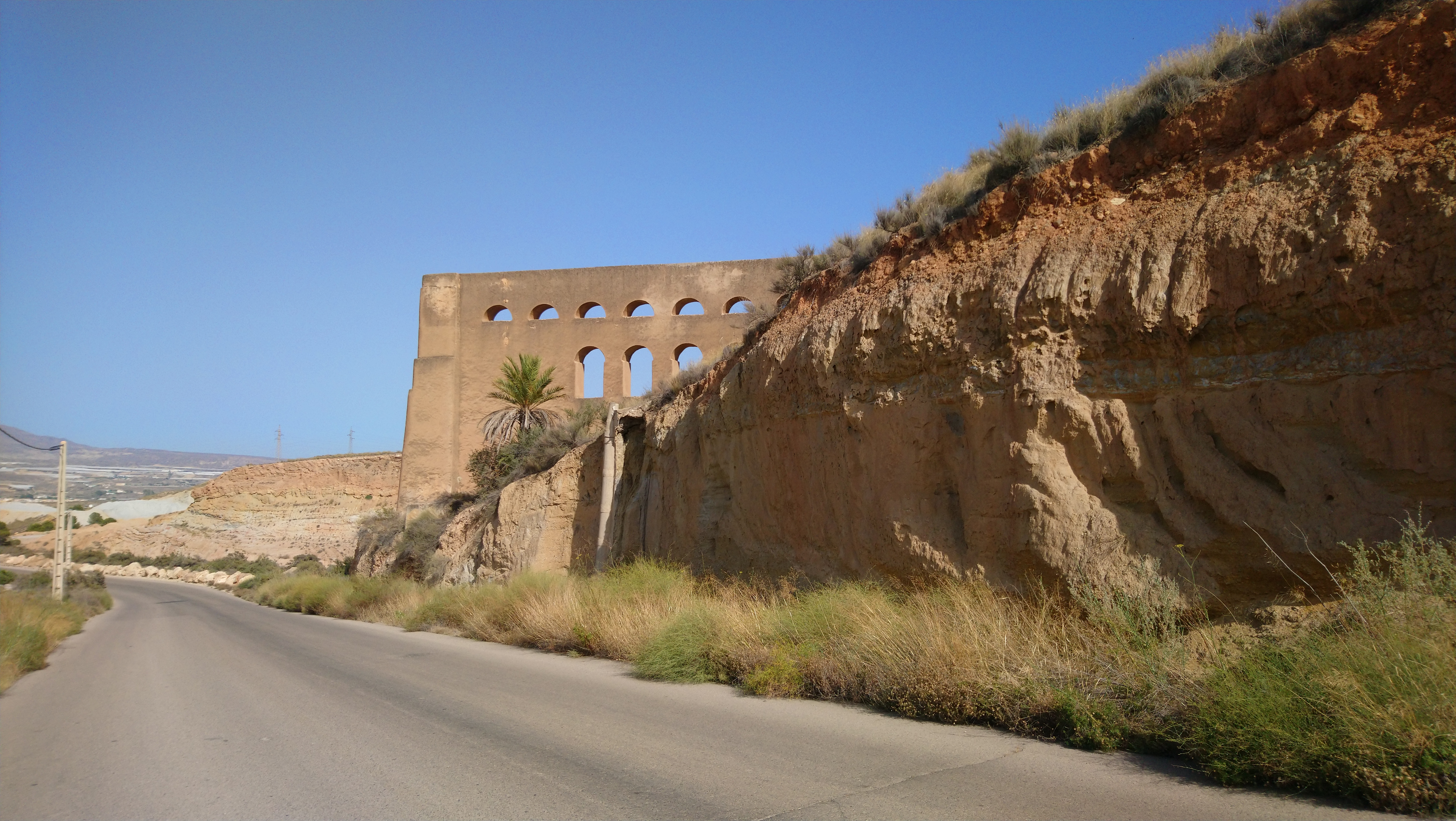
Gádor – Caz de Araoz

- Die zumeist aus Bruchsteinen gemauerten, aber verputzten und weißgetünchten Häuser im alten Ortskern haben allesamt Flachdächer.
- Die Iglesia de Nuestra Señora del Rosario wurde in den Jahren 1768 bis 1780 im Stil der Neorenaissance bzw. des Neoklassizismus erbaut und ist der Rosenkranzmadonna geweiht; sie entstand sehr wahrscheinlich an der Stelle einer älteren Kirche. Sie hat nur einen Turm (campanario), ist aber insgesamt dreischiffig. Die Planung der Kuppel der Kirche stammt wohl vom Architekten Ventura Rodríguez († 1785).
- Im 17. Jahrhundert entstand der eigenartige Bau des Caz de Araoz, der der Trinkwasserversorgung des Ortes diente.[3]

Umgebung
- Die bronzezeitliche Fundstätte Los Millares befindet sich ca. 3,5 km nordwestlich des Ortes.
- Die Ruinen einer mittelalterlichen Festung (castillejo) liegen auf einer felsigen Anhöhe oberhalb des Tals des Río Andarax.